# Grace Wembolua
Grace Wembolua, née le 20 février 1996 à Kinshasa (RDC), est une basketteuse en fauteuil roulant franco-congolaise évoluant aux Hornets du Cannet. Elle fait partie de l'Équipe de France de basket-ball en fauteuil roulant.
Alors qu'elle n'a pas encore cinq ans, le 2 février 2001, l'immeuble où elle vit à Saint-Denis est la cible d'un incendie criminel dans lequel son frère et sa mère décèdent. Elle est amputée des deux jambes en dessous du genou. Abandonnée par son père, elle est élevée par une tante. Complexée dans son adolescence par ses brûlures et son handicap, elle prend progressivement confiance en elle et son image et est sollicitée par une marque de soins hydratants comme ambassadrice beauté. 

## Carrière internationale
En tant que membre de l'équipe nationale de handibasket, Grace Wembolua a participé aux compétitions suivantes :
- 2015 : Championnat d'Europe à Worcester (Grande-Bretagne),  4e
- 2016 : Jeux paralympiques d'été de 2016
- 2017 : Championnat d’Europe à Tenerife
- 2018 : Championnat du monde à Hambourg
- 2019 : Championnat du monde à Rotterdam